# If My Heart Had Windows
If My Heart Had Windows è un album in studio del cantante statunitense George Jones, pubblicato nel 1968.

## Tracce
1. If My Heart Had Windows (Dallas Frazier)
2. Between My House and Town (Sanger D. Shafer)
3. On Second Thought (Charlie Carter)
4. Possum Holler (Dallas Frazier)
5. Unwanted Babies (Earl Montgomery)
6. Say It's Not You (Dallas Frazier)
7. Wrong Side of the World (Alex Zanetis)
8. Stranger's Me (Dallas Frazier)
9. Your Angel Steps Out of Heaven (Jack Ripley)
10. Poor Chinee (Eddie Noack, V. Feuerbacher)